# Суводол (Смедерево)
Суводол је насељено место града Смедерева у Подунавском округу. Према попису из 2022. има 690 становника (према попису из 2011. било је 788 становника).

## Историја
Село лежи јужно од варошице Колара у општини Смедерево.
Предање каже да је раније, не зна се када, постојало у близини извора Далеко где се и данас налази на трагове из прошлости. Раније се ово село звало Битинац, и под тим именом помиње у арачким списковима из првих десетина 19. века. Први становници биле су породице које су из Колара после пропасти Првог српског устанка избегле преко Дунава, а при повратку настаниле се на месту данашњег Суводола. Како су у Коларима били на ударцу Турцима, и због њихових зулума и насиља, склонили су се овде где је била шума и пусто, па су овде остали и кад су се прилике измениле, крчили су и палили шуму, подизали куће сламом покривене, и тако основали село. Године 1818. село је имало 25, а 1822. године 26 кућа. Године 1846. Суводол је имао 42 куће, а по попису из 1921. године у селу је било 160 кућа са 964 становника.
Најстарије су породице, које су из Колара дошле: Павићи, Цветковићи, Николићи, Стојановићи (Станојевићи) старином из околине Јагодине, Стаменковићи (Миловановићи) старином из околине Гиљана, Дрмниковићи (Јовановићи, Миљковићи), Смиљковићи (Марковићи, Ветровићи) чији дед дошао из Тешице (крушевачке), Бранковићи (Младеновићи) старином из околине Прокупља, Ђорђевићи старином од Прокупља и Крстићи.
Остале породице долазили из разних места и насељавале се овде. Према пореклу се све ове породице могу овако груписати: има 4 породице са 30 кућа старинаца, 2 породице са 9 кућа становника непознатог порекла, 6 породица са 18 кућа динарских досељеника, 8 породица са 45 кућа косовско-метохијских досељеника и 5 породица са 22 куће досељеника из вардарско-моравских области, (подаци крајем 1921. године).

## Демографија
У насељу Суводол живе 644 пунолетна становника, а просечна старост становништва износи 42,7 година (41,0 код мушкараца и 44,5 код жена). У насељу има 208 домаћинстава, а просечан број чланова по домаћинству је 3,79.
Ово насеље је великим делом насељено Србима (према попису из 2002. године), а у последња четири пописа, примећен је пад у броју становника.
|  |

| Демографија | Демографија | Демографија |
| Година      | Становника  | Становника  |
| ----------- | ----------- | ----------- |
| 1948.       | 1.073       |             |
| 1953.       | 1.084       |             |
| 1961.       | 1.046       |             |
| 1971.       | 952         |             |
| 1981.       | 934         |             |
| 1991.       | 910         | 899         |
| 2002.       | 849         | 868         |
| 2011.       | 788         |             |
| 2022.       | 690         |             |

| Етнички састав према попису из 2002.‍ | Етнички састав према попису из 2002.‍ | Етнички састав према попису из 2002.‍ | Етнички састав према попису из 2002.‍ | Етнички састав према попису из 2002.‍ |
| ------------------------------------ | ------------------------------------ | ------------------------------------ | ------------------------------------ | ------------------------------------ |
|                                      |                                      |                                      |                                      |                                      |
| Срби                                 | Срби                                 |                                      | 841                                  | 99,05%                               |
| Југословени                          | Југословени                          |                                      | 2                                    | 0,23%                                |
| Македонци                            | Македонци                            |                                      | 1                                    | 0,11%                                |
| Бугари                               | Бугари                               |                                      | 1                                    | 0,11%                                |
| непознато                            | непознато                            |                                      | 1                                    | 0,11%                                |

| Година пописа     | 1948. | 1953. | 1961. | 1971. | 1981. | 1991. | 2002. |
| ----------------- | ----- | ----- | ----- | ----- | ----- | ----- | ----- |
| Број домаћинстава | 218   | 223   | 233   | 232   | 236   | 232   | 222   |

| Број чланова      | 1  | 2  | 3  | 4  | 5  | 6  | 7  | 8 | 9 | 10 и више | Просек |
| ----------------- | -- | -- | -- | -- | -- | -- | -- | - | - | --------- | ------ |
| Број домаћинстава | 26 | 41 | 46 | 23 | 35 | 33 | 11 | 4 | 1 | 2         | 3,82   |

| Пол    | Укупно | Неожењен/Неудата | Ожењен/Удата | Удовац/Удовица | Разведен/Разведена | Непознато |
| ------ | ------ | ---------------- | ------------ | -------------- | ------------------ | --------- |
| Мушки  | 372    | 87               | 243          | 34             | 8                  | 0         |
| Женски | 350    | 43               | 240          | 60             | 7                  | 0         |
| УКУПНО | 722    | 130              | 483          | 94             | 15                 | 0         |

| Пол    | Укупно                    | Пољопривреда, лов и шумарство | Рибарство                            | Вађење руде и камена | Прерађивачка индустрија       |
| ------ | ------------------------- | ----------------------------- | ------------------------------------ | -------------------- | ----------------------------- |
| Мушки  | 224                       | 157                           | 0                                    | 0                    | 29                            |
| Женски | 132                       | 89                            | 0                                    | 0                    | 10                            |
| УКУПНО | 356                       | 246                           | 0                                    | 0                    | 39                            |
| Пол    | Производња и снабдевање   | Грађевинарство                | Трговина                             | Хотели и ресторани   | Саобраћај, складиштење и везе |
| Мушки  | 0                         | 3                             | 13                                   | 2                    | 5                             |
| Женски | 0                         | 0                             | 12                                   | 5                    | 0                             |
| УКУПНО | 0                         | 3                             | 25                                   | 7                    | 5                             |
| Пол    | Финансијско посредовање   | Некретнине                    | Државна управа и одбрана             | Образовање           | Здравствени и социјални рад   |
| Мушки  | 0                         | 3                             | 2                                    | 4                    | 1                             |
| Женски | 0                         | 1                             | 3                                    | 6                    | 4                             |
| УКУПНО | 0                         | 4                             | 5                                    | 10                   | 5                             |
| Пол    | Остале услужне активности | Приватна домаћинства          | Екстериторијалне организације и тела | Непознато            | Непознато                     |
| Мушки  | 1                         | 0                             | 0                                    | 4                    | 4                             |
| Женски | 0                         | 0                             | 0                                    | 2                    | 2                             |
| УКУПНО | 1                         | 0                             | 0                                    | 6                    | 6                             |